# Strategic Simulations
Strategic Simulations, Inc. (SSI) a fost un dezvoltator și editură de jocuri video cu peste 100 de titluri publicate de la înființarea sa în 1979 până la dizolvarea sa în 1994. Compania a fost remarcată în special pentru numeroasele sale jocuri de război, adaptările sale oficiale pentru calculator ale jocurilor de societate Dungeons & Dragons și pentru seria revoluționară Panzer General⁠(d).

## Istorie
Compania a fost fondată de Joel Billings⁠(d), un pasionat de jocuri de război, care în vara anului 1979 a văzut posibilitatea de a folosi noile computere de acasă, cum ar fi TRS-80,⁠(d) pentru jocuri de război. În timp ce a negociat fără succes cu Avalon Hill⁠(d) și Automated Simulations⁠(d) pentru a publica jocuri de război, a angajat programatorii John Lyons și Ed . Williger. Lyons a scris Computer Bismarck⁠(d) — mai târziu a susținut că a fost primul „joc de război serios” publicat pentru un microcomputer.  Williger a scris Computer Ambush. Ambele jocuri au fost scrise în BASIC, la fel ca multe dintre primele jocuri SSI.
Deși Billings se aștepta ca el și Lyon să scrie prima versiune a Computer Bismarck pe un computer North Star⁠(d), directorul Apple Computer Trip Hawkins⁠(d), care va fonda mai târziu Electronic Arts, l-a convins pe Billings să treacă la Apple II datorită graficii sale. Computer Bismarck a apărut pentru Apple în ianuarie 1980 și pentru TRS-80 mai târziu în cursul anului. Chuck Kroegel⁠(d), care s-a alăturat companiei ca angajat în 1983, a fost autorul, împreună cu David Landrey, al multor jocuri de război SSI și a condus dezvoltarea de produse timp de peste zece ani.

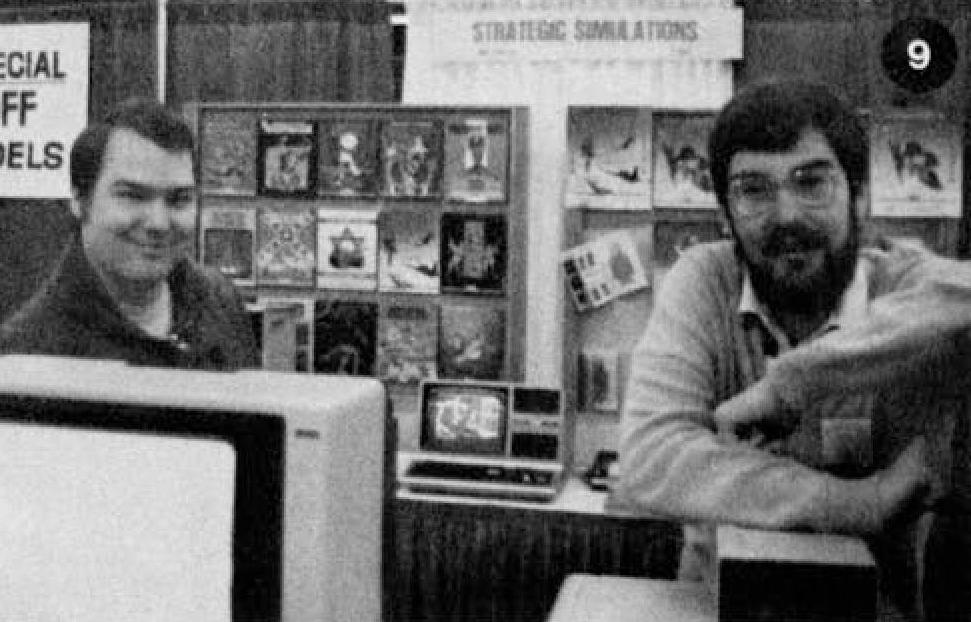
Standul Strategic Simulations la în 1982

Până la sfârșitul anului 1980, SSI a anunțat că jocurile sale „te pot duce de la Waterloo la Super Bowl. (Prin Atlanticul de Nord.)"  În 1982, SSI a lansat linia sa de produse RapidFire. Deși numele implică titluri de acțiune, a fost de fapt pur și simplu o marcă a jocurilor scrise de autori terți. Seria inițială a constat din Cytron Masters⁠(d), The Cosmic Balance⁠(d) și Galactic Gladiators⁠(d). Titlurile ulterioare au inclus Epidemic!⁠(d), un titlu de strategie în timp real care se ocupă de o ciumă globală, Queen of Hearts, Cosmic Balance II⁠(d), Broadsides⁠(d) și altele. Efortul de branding nu a durat foarte mult și părea să se fi încheiat fie în 1983, fie în 1984. Chris Smith a revizuit linia RapidFire a SSI în The Space Gamer nr. 59. Smith a comentat că „RapidFire este o linie de joc care merită orice premiu pentru care poate fi nominalizat. Este cea mai bună linie de jocuri pe computer pe care am văzut-o vreodată, iar programele au un rating ridicat și o bază individuală de asemenea.”
În 1985, revista Antic a scris că „jucătorii serioși de jocuri de război pe computer consideră [SSI] o companie unică în clasa ei”. Avea 60 de angajați și publicase 12 jocuri în anul precedent, majoritatea scrise în BASIC compilat. Dezvoltatori precum Gary Grigsby⁠(d) au primit drepturi de autor de până la 20.000 USD per joc. În anul fiscal 1987, compania a avut vânzări de 5 milioane de dolari și a lansat 89 de jocuri în primii opt ani.
SSI s-a extins în jocurile de rol în 1984, cu titluri precum Wizard's Crown⁠(d), Questron⁠(d) și seria Phantasie⁠(d). În 1987, SSI a achiziționat licența Advanced Dungeons & Dragons (AD&D) de la TSR și, ulterior, a publicat 30 de titluri în această serie, începând cu Pool of Radiance în 1988 și incluzând War of the Lance⁠(d) în 1989 (Apple II) și 1990 (MS-DOS & Commodore 64). Produsele TSR au format nucleul jocurilor lansate folosind motorul Gold Box.
În 1992, Computer Gaming World a declarat că SSI „nu mai este cunoscută ca, în primul rând, o companie de jocuri de război [dar] continuă să publice partea sa de jocuri de război”. În 1994, compania a lansat Panzer General⁠(d). Panzer General a fost un joc foarte accesibil și ușor de jucat, care a avut totuși o oarecare profunzime și un sentiment de continuitate și obiective. A fost urmat de alte trei jocuri bazate pe versiuni ușor modificate ale motorului de bază, inclusiv Allied General⁠(d) și Pacific General⁠(d), acesta din urmă fiind probabil cel mai echilibrat. Au fost lansate și jocuri non-istorice bazate pe același sistem, Star General⁠(d) și Fantasy General⁠(d). Acestea au fost denumite mai târziu în mod colectiv 5-Star General Series.
Pe măsură ce versiunile mai noi au fost lansate pe o perioadă de trei ani, acestea au devenit din ce în ce mai depășite în ceea ce privește îmbunătățirea hardware-ului computerului. În 1997 au lansat o nouă versiune, Panzer General II⁠(d), cu hărți și icoane pictate manual. A fost foarte popular, s-a vândut în peste 100.000 de exemplare la prima sa lansare și este încă modificat și jucat astăzi. People's General⁠(d) s-a bazat pe același motor. În 1999, Panzer General 3D Assault⁠(d) a introdus un adevărat motor 3D, dar jocul nu a fost deosebit de notabil. O ultimă încercare a fost în 2000, odată cu apariția  Panzer General III: Scorched Earth⁠(d).
SSI a fost achiziționat de Mindscape în 1994, a fost mult  timp  parte a Mattel și, în cele din urmă, a devenit parte a Ubisoft (din martie 2001), care a retras marca câțiva ani mai târziu.
În decembrie 2013, Joel Billings a donat ICHEG mai multe jocuri video SSI, cum ar fi Computer Bismarck, inclusiv codul sursă pentru conservare.